# Køge kommun
Køge kommun  är en kommun i Region Själland i Danmark. Den ligger omkring 40 kilometer söder om Köpenhamn. Kommunen har 56 298 invånare (2007) och en yta på 255,47 km². Centralort är Køge.
2007 slogs Køge kommun samman med Skovbo kommun. Båda kommunerna låg före kommunsammanslagningen i före detta Roskilde amt. Køge kommun hade 39 686 invånare (2004) och en yta på 123,73 km².
Rådhuset, byggt 1552, används fortfarande. Vänort i Sverige är Kristianstad.
Mindre orter i Køge kommun är bland andra Bjæverskov, Borup, Ejby, Ølby, Ølsemagle, Lille Skensved, Lellinge, Algestrup, Herfølge och Hastrup.